# ゲオルギオス・ヴラカス
ゲオルギオス・"ギオルゴス"・ヴラカス（Georgios "Giorgos" Vrakas (ギリシア語: Γεώργιος "Γιώργος" Βρακάς、2001年4月28日 - ）は、ギリシャ・ヨアニナ出身のプロサッカー選手。PAOK所属。ポジションは、ミッドフィールダー（攻撃的ミッドフィールダー、ウイング）。

## クラブ歴
2017年11月29日、ギリシャカップ2回戦のアイギニアコス戦でプロデビュー。64分間プレーし、チームも5-0で勝利した。
2018年8月16日、ナポリと5年契約を結んだ。